# String (kleding)

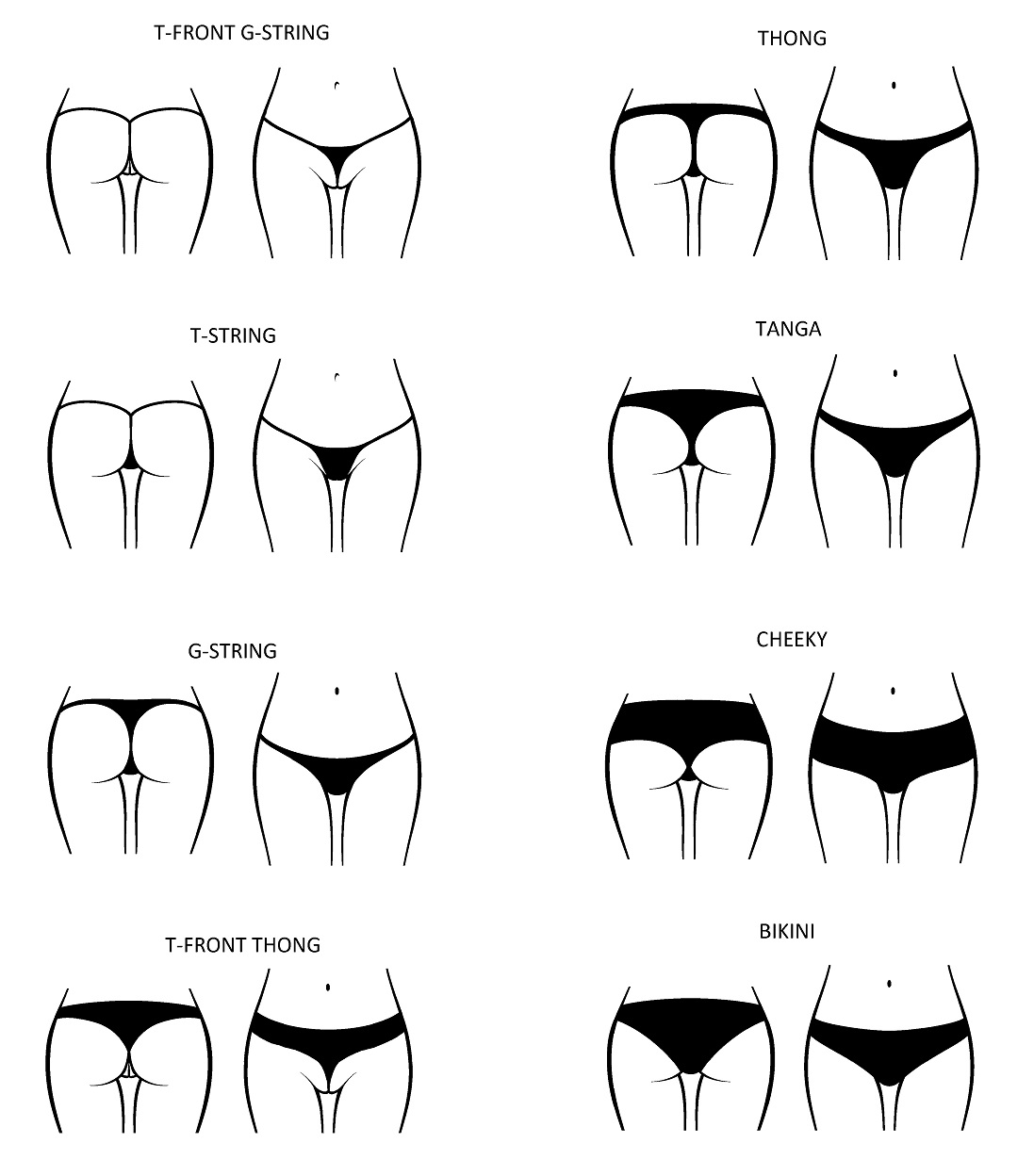
Verschillende soorten strings

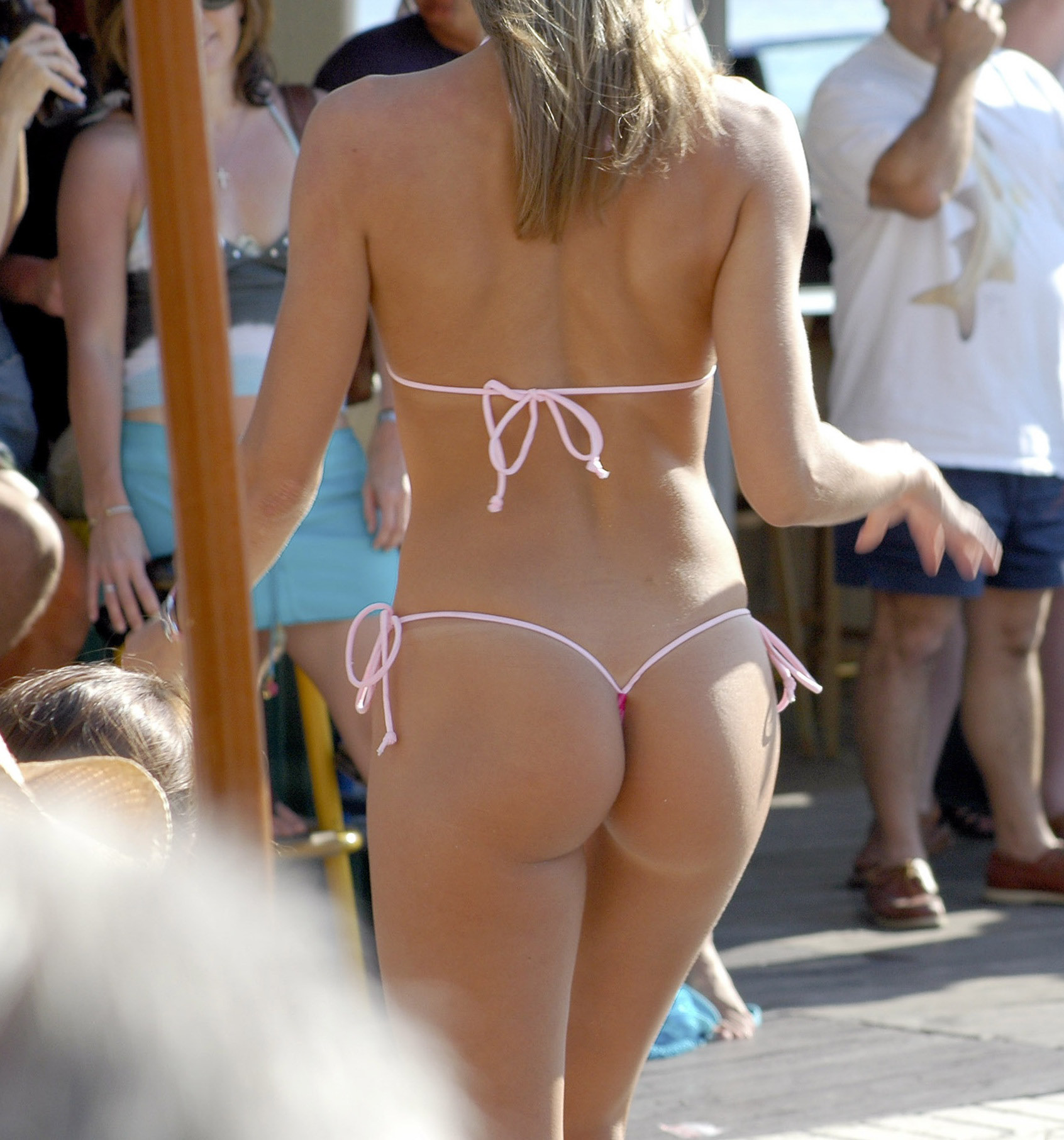
Vrouw in een g-stringbikini

Een string is een onderbroek of zwembroekje dat de schaamstreek bedekt en verder bestaat uit een touwtje of smal stukje stof om het middel en door de bilspleet. Een string bedekt de billen niet. in tegenstelling tot slips en veel andere soorten ondergoed.
Mensen dragen een string bijvoorbeeld omdat hij nagenoeg onzichtbaar is door de bovenkleding, omdat hij bij het zonnebaden zo min mogelijk huid bedekt, omdat ze hem sexy vinden of omdat ze hem prettiger vinden zitten dan een andere soort onderbroek.

## Geschiedenis
Hoewel het kledingstuk al lang door Zuid-Amerikaanse volkeren (die het tanga of uluri noemden) en exotische dansers werd gedragen, bereikte de string voor het eerst algemene populariteit in de jaren 70 van de twintigste eeuw. Hij werd al spottend sol-snaar (of in het Engels g-string) genoemd, verwijzend naar de omwikkelde dikste snaar van een viool. De sol stond in deze samenstelling ook voor de zon. De stringbikini werd in 1974 in de strandmode geïntroduceerd. In de jaren 2000 was de string een van de snelst verkopende types ondergoed voor vrouwen. Sinds de jaren 2010 is de populariteit weer verminderd.

## Soorten strings
Er bestaan verschillende soorten strings, zowel voor mannen als voor vrouwen. In principe zijn alle types kleding met een ultrasmalle strook stof of koord om het middel en door de bilspleet strings.
- Het bekendste type string is evenwel de g-string, die achter uitsluitend bestaat uit elastische koordjes.
- Een c-string is een driehoekig lapje stof, versterkt met een flexibel kunststof materiaal, dat tussen de benen wordt gedragen en geen bandjes om het middel of door de bilspleet heeft.
- Men spreekt van een tangastring of stringtanga als het broekje ook aan de achterzijde uit meer dan alleen koord bestaat en een driehoekig lapje stof boven de billen heeft. Een tangastring houdt het midden tussen een string en een tangaslip.